# Zimbabue en los Juegos Olímpicos de Seúl 1988
Zimbabue estuvo representado en los Juegos Olímpicos de Seúl 1988 por un total de 29 deportistas, 23 hombres y 6 mujeres, que compitieron en 10 deportes.
El portador de la bandera en la ceremonia de apertura fue el atleta James Gombedza. El equipo olímpico zimbabuense no obtuvo ninguna medalla en estos Juegos.